# Dornbirn
Dornbirn Ausztria Vorarlberg tartományának legnépesebb városa, amely a Rajna-völgyben található falvakból áll: Oberdorf, Hatlerdorf, Haselstauden, Rohrbach, Schoren, Watzenegg, Kehlegg, a központban a Nieder- vagy Unterdorf nevű városrész, mai nevén Markt, illetve 8 km-re még egy falu, Ebnit alkotja a települést.

## Fekvése
Dornbirn a Rajna-völgyben, a Keleti-Alpok, a Bregenzerwald lábánál fekszik 437 m tengerszint feletti magasságban, de a város közigazgatási területéhez tartozik a 2062 m magas Sünser Spitze is. A város folyója a Dornbirner Ach.

## Éghajlata

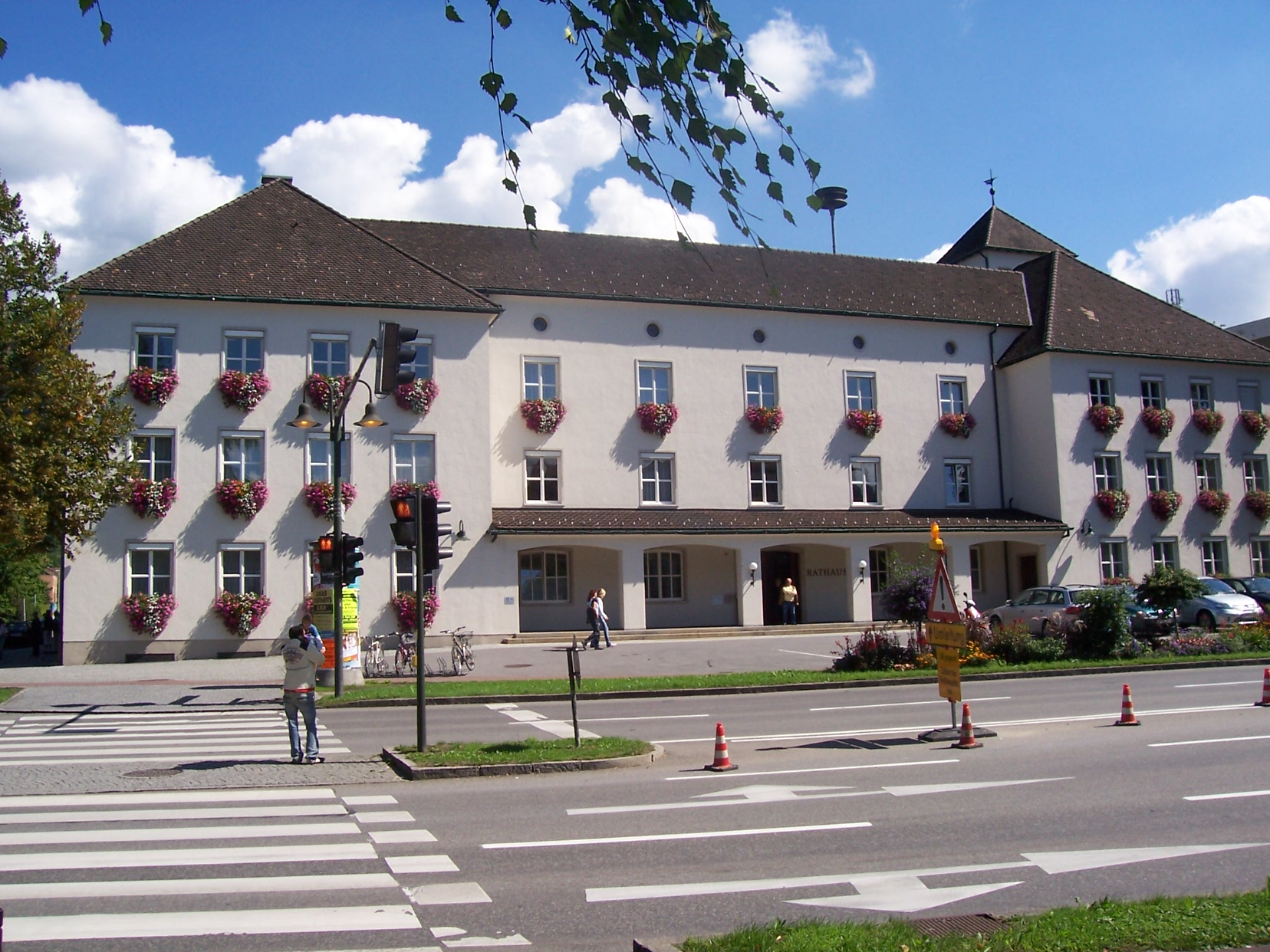
A Városháza

Az Arlberg éghajlat- vízválasztó is egyben, így a keletebbre fekvő tartományokkal szemben Vorarlbergre az óceáni és a kontinentális hatás egyaránt jellemző. Az északnyugatról érkező nedves légtömegek következtében a hegyekben egész évben sok csapadék hull, emiatt a telek enyhébbek, a nyarak pedig hűvösebbek. A hőmérséklet ingadozását jelentősen csökkenti a Boden-tó hatalmas vízfelülete is. Dornbirn januári középhőmérséklete 0,6 °C, a júliusi 16 °C. A terület jellemző szele a főn, a Rajna-völgyben gyakori a hőmérsékleti inverzió, ami miatt sokszor ködös az időjárás.

## Története
A Rajna-völgy a régészeti leletek szerint már régóta lakott volt, amiről az újkőkori (i. e. 3000–1800) és bronzkori (i. e. 1800–750) leletek is tanúskodnak. A város mai területén található települést először egy Sankt Gallenből származó oklevél említi Torrinpuirron néven 895-ben. A 15. század végéig fokozatosan benépesülnek a környező falvak is. 1380-ban Dornbirn Habsburg fennhatóság alá került, a lakosoknak a terület megoszthatatlanságát és elidegeníthetetlenségét ígérve. 1405–1408-ban a város az appenzelli háborúban a svájciak oldalán harcolt a nemesség ellen.
Az 1628–1629-es pestisjárvány 820 áldozatot követelt, ez a település akkori lakosságának egyharmada volt. 1647-ben a svédek elfoglalták Bregenzet, így a hozzá tartozó Dornbirn is svéd fennhatóság alá került. A középkorban az emsi grófok egyre nagyobb befolyást szereztek a környéken, ám 1655-ben az itt élő parasztok az 1380-as ígéretben foglaltakra hivatkozva 4000 gulden befizetésével megakadályozták, hogy Dornbirn a grófok kezére kerülhessen. A település ekkor kapta hűsége jutalmául a máig használatos körtefás címerét. 1771-ben a lakosság megvásárolta a település teljes területét 45 250 guldenért a súlyosan eladósodott grófoktól. A függetlenség nem tartott sokáig, mert az 1805-ös pozsonyi béke következtében Dornbirn bajor fennhatóság alá került, amely csak 1814-ben ért véget. A 19. század békeéveiben jelentős fejlődés kezdődött, amit a vasútvonal kiépítése is ösztönzött.
1901. november 21-én Ferenc József császár városi rangra emelte Dornbirnt. Az első világháborúban 604 fő esett el. Az ezt követő években zajló polgárháborút elkerülték, mivel a lakosság zöme a szövetségi államot támogatta. 1932-ben Ebnit is Dornbirn közigazgatása alá került. A második világháborúban a város a nácik egyik vorarlbergi központjává vált, majd 1945. május 2-án szabadították fel a francia csapatok. A háborúban 837 ember halt meg vagy tűnt el. Ezután jelentős fellendülés következett a gazdasági és a kulturális életben is: 1949-ben rendezték az első vásárt, 1969-ben önálló területi közigazgatási székhellyé vált, 1986-ban a lakosság lélekszáma elérte a 40 000 főt, 1994-ben nyitotta meg a kapuit a tartomány első egyetemi szintű iskolája, a Fachhochschule Vorarlberg.

## Látnivalók

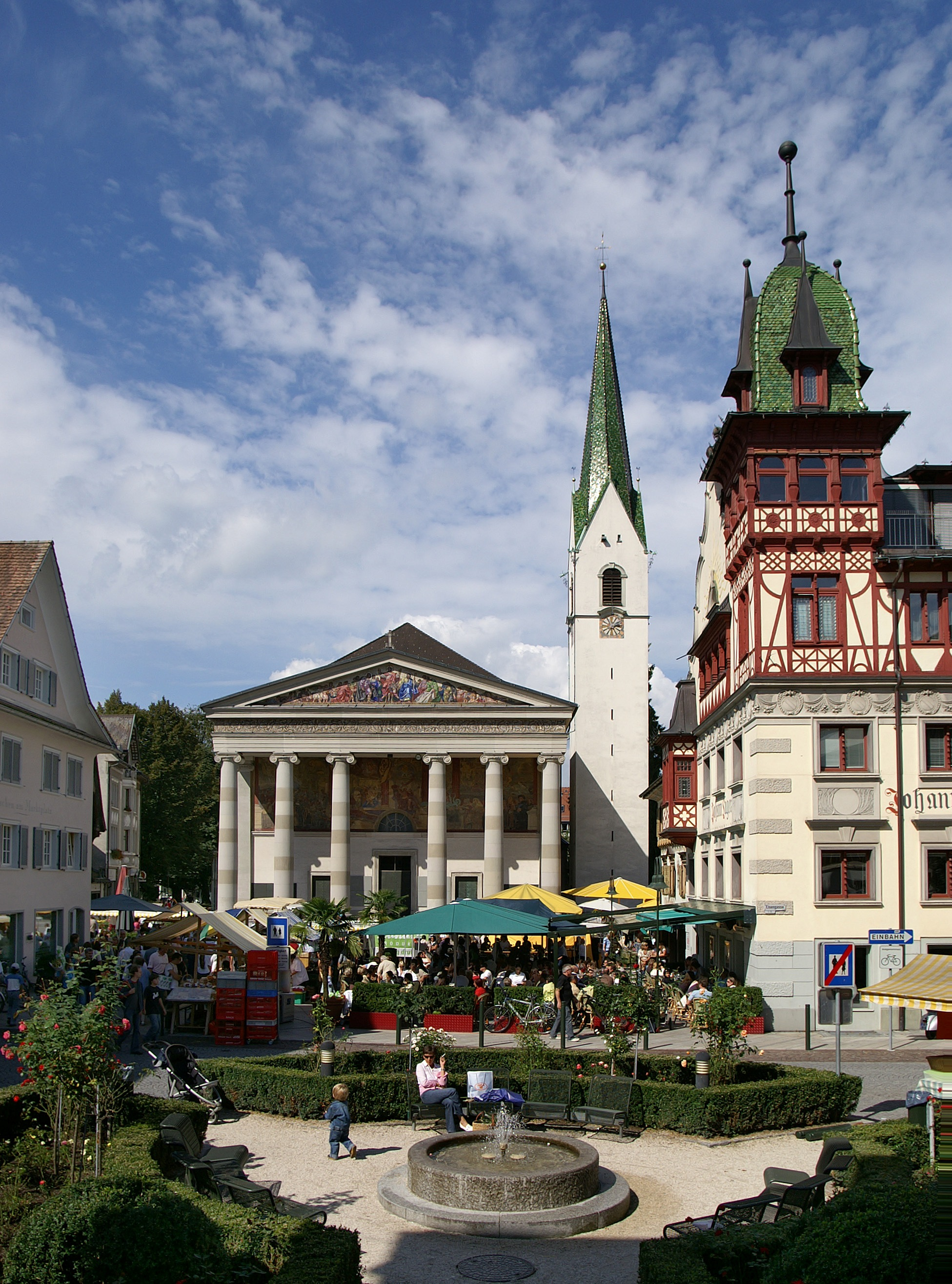
Dornbirn belvárosa

Dornbirn nem nevezhető a klasszikus értelemben vett kirándulóhelynek, ennek ellenére számos látnivalót kínál a látogatóknak.
- Egyedülálló természeti látványosság a Rappenlochschlucht. A szurdok májustól októberig látogatható, szakavatott túravezetőkkel kb. másfél óra alatt bejárható a kiépített túrautakon.
- A sízőknek ideális úti cél a Bödele hegy, ahol jól karbantartott, hóbiztos pályák várják a sportos kikapcsolódásra vágyókat.
- Ebnit: a 110 lakosú kis falu kb. 8 km-re található a központtól, itt minden a pihenést és kikapcsolódást szolgálja: festői környezet, kiválóan karbantartott túrautak.
- Múzeumok: a 12 múzeum és kiállítóhely közül mindenképpen említést érdemel a 2003-ban megnyitott különleges, interaktív természettudományi múzeum és élménypark, az inatura, és a Rolls-Royce Múzeum.
- Karrenseilbahn drótkötélpályás felvonó

## Gazdaság
Földrajzi elhelyezkedése ideális hellyé teszi a várost az ipar számára: fontos közutak és vasútvonalak találkozásánál fekszik. A térségre jellemző textilipar itt szerencsésen átvészelte az iparág válságát, így itt nem az idegenforgalom a fő bevételi forrás. Jelenleg közel 2100 kisebb-nagyobb vállalat működik a városban és vonzáskörzetében, elsősorban az ipar, a kézműipar és a kereskedelem területén, amelyek 20 000 alkalmazottat foglalkoztatnak. A város a második világháború után fokozatosan vásár- és kongresszusi várossá vált, a Messe Dornbirn név mára már nyolc különböző rendezvényt takar.

## Testvérvárosai
- Kecskemét (1993)
- Sélestat (2000)